# Uwasa no Midori-kun!!
Uwasa no Midori-kun!! (うわさの翠くん!!?) es un manga japonés, escrito e ilustrado por Go Ikeyamada. Se estrenó en Shojo Comic en diciembre de 2006 y terminó en octubre de 2008. Los capítulos fueron divididos en diez volúmenes. El manga está licenciado en Taiwán por Tong Li Publishing, en Indonesia por Tiga Lancar Semesta y en Francia por Kurosawa. El manga fue adaptado en un juego de Nintendo DS llamado Uwasa no Midori - kun !! Natsu Iro Striker (う わ さ の 翠 く ん!!夏 色 ス ト ラ イ カ ー? ), que fue lanzado por Idea Factory, el 20 de septiembre de 2007. El 21 de agosto de 2008, Idea Factory lanzó otro juego de Nintendo DS para la serie llamado Uwasa no Midori - kun !! Futari no Midori !? (う わ さ の 翠 く ん!! 2ふ た り の 翠! ?? ).

## Trama
El argumento gira en torno a Yamate Midori, una alegre e inocente chica de 15 años a la que le apasiona el fútbol; la historia empieza a desenvolverse cuando cierto día se reencuentra con un chico que conoció durante su infancia y que precisamente fue quien le enseñó a jugar tal deporte, el joven, de nombre Tsukasa Hino, parece encontrarse de vacaciones en la isla donde vive Midori. 
No obstante, Tsukasa ha cambiado y ya no es el niño risueño y generoso de antes, sino alguien completamente radical de lo que solía ser, quien la engaña solo para burlarse. Ante tal situación, Midori se decide derrotar a Tsukasa en el fútbol y así, darle una lección ejemplar, para ello se hará pasar por un joven del sexo opuesto y se inscribirá en un instituto masculino con tal de seguir practicando el deporte que los conjunta, de tal forma que pueda volver a encontrarle y logre su objetivo. Una vez concretado tal paso y al llegar al instituto conoce a Kazuma Shinbashi, quien inmediatamente se entera de que Midori es una chica e inevitablemente termina por enamorarse de ella.

## Personajes principales
Midori Yamate (山手 翠 YamateMidori?)
Ella tiene 15 años y vive en una isla, hasta que decide mudarse a Tokio y entrar a la escuela Aoba solo para chicos (por lo que tiene que disfrazarse como uno) para vencer en futbol a su mayor rival Tsukasa Hino. Al principio de la serie, detesta a Tsukasa, pero en realidad lo ama. En el transcurso de la serie ella empieza a salir con Tsukasa, pero al mismo tiempo empieza a desarrollar sentimientos por Kazuma sin darse cuenta. Al final del manga , Tsukasa la hace darse cuenta sobre sus sentimientos por Kazuma y deciden terminar para que ella vaya a buscar a su verdadero amor. En las últimas hojas del manga se puede apreciar a Midori y Kazuma casados con una hija llamada Akane, en la isla donde Midori creció.
Kazuma Shinbashi (新橋 カズマ Shinbashi Kazuma?)
Él tiene 15 años y esta en el club de fútbol junto a Midori. Sabe que ella es una chica a causa de incidentes inesperados entre ellos en el inicio de la serie. Él ama a Midori mucho y está dispuesto a hacer cualquier cosa para mantener su sonrisa. Él actúa como su protector y está dispuesto a poner sus propios sentimientos y felicidad a un lado si esto significa ayudar a Midori y hacerla feliz. Al final, Midori confiesa su amor a Kazuma. Años más tarde, ellos están casados y tienen una hija llamada Akane .
Tsukasa Hino (氷野 司 Hino Tsukasa?)
Él tiene 17 años y es la estrella de futbol de la escuela Jousei. Sedujo a Midori , para tener relaciones sexuales con ella, por una apuesta con sus amigos ; cuando ella lo descubrió él le dijo que no debería haber confiado en él tan fácilmente pero que ella sería capaz de presumir de llegar a tener relaciones sexuales con alguien fuera de su alcance. En el transcurso de la serie, realmente se enamora de Midori, pero debido a su oscuro pasado, no puede mostrar directamente sus sentimientos. Tsukasa también se pone muy celoso cuando Midori esta sonriendo alegremente con Kazuma. Con el tiempo se reconcilia con Midori cuando ella descubre su oscuro pasado, se vuelven novios y cerca del final terminan. Tsukasa más tarde se casa y tiene un hijo llamado Kakeru.

## Estudiantes de la escuela Aoba
Kouki Sagara (相楽 光輝 Sagara Kouki?)
Él es el delantero del club de fútbol, novio de Mamoru Kajihijo y es hijo de Sagara Yuki y Moriyama Miki (Protagonistas de Get Love!! una serie del mismo autor). Al igual que su padre, su cuerpo también es pequeño.
Kei Hodaka (穂高 慧 Hodaka Kei?)
El es delantero del club de fútbol de Aoba, hijo de Hodaka Ryu, es el mejor amigo de Kouki y esta saliendo con la hermana menor de Kouki, Maki Sagara.
Jin Ebisu (恵比寿 Ebisu Jin?)
Esta en primer año y es el novio de Miyu Motoyama, vive en la habitación 204, él es pequeño como Kouki .
Tetsu Yoyogi (代々木 Yoyogi Tetsu?)
Esta en primer año, es parte del equipo de fútbol y vive en la habitación 203.
Kaoru Sugamo (巣鴨 薫 Sugamo Kaoru?)
Esta en primer año es parte del equipo de fútbol y vive en la habitación 205.
Tōru Shinagawa (品川 トオル Shinagawa Tōru?)
Esta en segundo año. Él es delantero del club de fútbol, supo que Midori era una chica a primera vista, a menudo se salta la práctica de fútbol y es un mujeriego .
Masato Gotanda (五反田 正人 Gotanda Masato?)
Esta en tercer año, es arquero y capitán del club de fútbol.
Tatsuya Ikebukuro (池袋 龍也 Ikebukuro Tatsuya?)
Esta en tercer año, es el defensor del club de fútbol.

## Estudiantes de la escuela Jousei
Akira Kawasaki (川崎 明 Kawasaki Akira?)
Él es parte del club de fútbol de la escuela Jousei es amigo de Tsukasa, sabe todo sobre su pasado y sabe que Midori es una chica .
Jun Kurihama (恵比寿 仁 Kurihama Jun?)
Es parte del club de fútbol .
Togo Misaki (三崎 冬吾 Misaki Tōgo?)

## Otros personajes
Wakaba Yamate (山手 若葉 Yamate Wakaba?)
La madre de Midori. Ella es una madre soltera.
Mamori Kaji (加持 守里 Kaji Mamori?)
Hija de Tamotsu Kaji de Get Love! Ella es la novia de Kouki .
- Datos: Q4260363